# Draco bimaculatus
Draco bimaculatus Günther, 1864, conosciuto anche come lucertola volante dalle due macchie, è una specie di lucertola della famiglia Agamidae, diffusa nelle Filippine.